# Martinsthorpe
Martinsthorpe – civil parish w Anglii, w hrabstwie Rutland. Leży 5 km na południe od miasta Oakham i 132 km na północ od Londynu. W 2001 miejscowość liczyła 0 mieszkańców.